# Camaleón (personaje)
El Camaleón (Dmitri Smerdyakov, en inglés original: Chameleon) es un personaje que aparece en los cómics estadounidenses publicados por Marvel Comics. Es un supervillano ruso y el primer adversario de Spider-Man, debutando en el primer número de The Amazing Spider-Man en marzo de 1963. Generalmente es representado como un maestro de los disfraces, conocido por su habilidad para hacerse pasar por prácticamente cualquier persona.
El personaje ha aparecido en varias adaptaciones de medios de Spider-Man a lo largo de los años, incluidas series de televisión animadas y videojuegos. En acción real, Numan Acar interpreta a Dmitri Smerdyakov en la película Spider-Man: lejos de casa (2019), parte del Universo cinematográfico de Marvel, y Fred Hechinger lo interpreta en Kraven the Hunter (2024), parte del Universo Spider-Man de Sony.

## Historial de publicaciones
Creado por el escritor Stan Lee y el artista Steve Ditko, el Camaleón apareció por primera vez en The Amazing Spider-Man #1 (marzo de 1963), convirtiéndolo en el primer miembro de la galería de villanos de Spider-Man, según la fecha de publicación del número, excluyendo al ladrón que asesinó a Ben Parker; aunque en 1995, por retrocontinuidad, se introdujo a Supercharger como el primer supervillano que enfrentó Spider-Man.
También es el medio hermano de Kraven el Cazador; esta relación lo ayudó a evolucionar como un villano principal en comparación con su descripción original de ser solo un villano en solitario en el número original de The Amazing Spider-Man.

## Historia del personaje
El Camaleón nació como el ciudadano ruso llamado Dmitri Smerdyakov. En su juventud, fue un sirviente y hermanastro de Kraven el Cazador llamado Sergei Kravinoff. Aunque Dmitri y Sergei eran amigos, Sergei era a menudo abusivo con Smerdyakov, dando lugar a una combinación de admiración y resentimiento hacia Kravinoff. Finalmente Dmitri emigró a los Estados Unidos de América. Como ya había creado un talento por sí mismo durante su juventud, impresionando a su hermano mediante la personificación de amigos y vecinos, él asumió un disfraz aún más impresionante: el Camaleón. Durante su primer acto criminal conocido, él personificó a Spider-Man, aunque fue descubierto y detenido. Poco después, Sergei, ahora Kraven el Cazador, llegó a América. Ambos hombres se convirtieron en grandes enemigos de Spider-Man, formando parte de su galería de enemigos.
El Camaleón inspiró a Kraven el Cazador para comenzar a cazar a Spider-Man, invitando a Kraven a deshacerse del héroe. Con Kraven, el Camaleón luchó contra Iron Man, y luego se enfrentó a Hulk. En un momento, el Camaleón se disfrazó de Henry Pym, y robó su laboratorio por los documentos de lucha contra el Virus Nueve. Mientras entregaba los documentos y un Hulk encogido a HYDRA, él fue encontrado y derrotado por el verdadero Pym como Ant-Man. El Camaleón también se disfrazó del Torpedo y luchó contra Daredevil.
Cuando Kraven se suicidó, el Camaleón se obsesionó con hacer sufrir a Spider-Man al fallar en evitar que Kraven se matara. Él ingirió un suero que desaparecía los rasgos de su rostro de forma permanente y lo hacía maleable. Él intentó secuestrar al principal experto estadounidense en superconductores, pero su plan fue frustrado por Spider-Man. Luego secuestró a J. Jonah Jameson. También buscó ayuda en Maggia para convertirse en el nuevo señor del crimen en Nueva York, y formó una alianza con Hammerhead. Disfrazado de científico, el Camaleón eliminó temporalmente los poderes de Spider-Man. A continuación se alió con las Mujeres Fatales, con Escorpión y con Tarántula, para eliminar a Spider-Man y a La Gata Negra, pero escapó cuando su plan falló.
El plan más ambicioso del Camaleón contra Spider-Man ocurrió cuando formó una alianza con Harry Osborn, el segundo Duende Verde. Antes de la muerte de Harry, él le contó que la identidad secreta de Spider-Man podía ser descubierta por medio de Peter Parker, para construir androides de los padres de Peter (el Camaleón admitió más tarde que revisó todo el plan para confirmar de una vez por todas que Peter era Spider-Man). El plan condujo a una crisis psicótica, tanto para Spider-Man como para el Camaleón, con Spider-Man renunciando brevemente a su identidad civil, mientras que el Camaleón fue enviado al Asilo Ravencroft. Sin embargo, cuando la Doctora Ashley Kafka lo metió a un sótano para intentar seguir tratándolo en la creencia de que estaba cerca de un gran descubrimiento mientras el tribunal se preparaba para llevarlo a juicio, el Camaleón escapó y trató de convencer a Spider-Man de que en realidad era un escritor alucinante que había sufrido una crisis nerviosa después de la muerte de su hija en un accidente automovilístico, pero Peter logró romper este engaño debido a su fuerza de voluntad. La confirmación del Camaleón, sobre la identidad secreta de Spider-Man lo llevó a atacar a Spider-Man a través de su familia y amigos, pero este esfuerzo con resultados bastante pobres cuando Mary Jane Watson lo derrotó con un bate de béisbol. En algún punto entre esta y sus siguientes apariciones, pareció que el Camaleón fue destruido por su sobrino, Alyosha Kravinoff (Alyosha más tarde le lanzaría a Spider-Man la máscara del Camaleón, refiriéndose a él como "ese débil Dmitri"), pero al parecer se recuperó, despertando en un hospital.
Después de engañar a Spider-Man y llevarlo al puente donde su primer amor llamada Gwen Stacy, murió, con el pretexto de haber secuestrado a su esposa, él le declaró su propia soledad y amor a Peter. Cuando Peter se echó a reír por la sorpresa, el Camaleón se tiró del puente. Reapareció poco más tarde en una institución mental, totalmente incapacitado, creyendo ser Sergei Kravinoff en lugar de Dmitri Smerdyakov. Él apareció más tarde en su identidad de Camaleón como parte de los Doce Siniestros, un equipo organizado por Norman Osborn como el Duende Verde.
Después de que Spider-Man reveló su identidad al público, el Camaleón reunió a un grupo de villanos, llamándose los Exterminadores, que incluyeron a Will O' The Wisp, el Espantapájaros, el Enjambre, y Electro, y también engañó al Hombre Ígneo para emplearlo en su esfuerzo de derrotar a Spider-Man y atacar a su familia.
Sin embargo, el Camaleón sufrió una de las más humillantes derrotas a manos de la Tía May de Spider-Man, cuando él intentó engañarla haciéndole creer que era Peter, para luego asesinarla. Sin embargo, May no se dejó engañar por cualquier medio, y derrotó al villano con un plato de galletas de avena y pasas mezcladas con Ambien. Rhino también fue empleado como parte del equipo y más tarde derrotó a Spider-Man sólo para verse incapaz de recibir su paga, ya que el Camaleón ya había sido capturado.
Después de la Guerra Civil, el Camaleón apareció junto con otros villanos en el funeral del Zancudo, en el Bar Sin Nombre, donde El Castigador envenenó las bebidas y explotó el bar.

### 11 de MODOK
M.O.D.O.K Es un gran villano de marvel con un gran intelecto, su primera aparición fue en Tales of Suspense #93 (Sep. 1967) sus creadores son Stan Lee y Jack Kirby. Su verdadero nombre es George Tarleton.

### One More Day
La historia de One More Day terminó con la eliminación de la línea de tiempo de Peter y Mary Jane de todos los recuerdos, y nadie conoce la identidad de Spider-Man.
El Camaleón regresa a Nueva York más sádico y sociópata que nunca. Para completar su objetivo contratado de bombardear el Ayuntamiento, secuestra y toma la identidad de Peter Parker, que trabaja para el alcalde J. Jonah Jameson. Mientras se hace pasar por Parker, intenta mejorar su vida, revelando que siempre trata de rectificar los problemas en la vida de sus "caras". Utilizando la autorización de seguridad de Peter para obtener acceso a varios materiales, Camaleón estaba a punto de bombardear el Ayuntamiento antes de que Peter escapara y frustró sus planes como Spider-Man. Durante la confusión resultante, Camaleón escapó.

### Grim Hunt
Algún tiempo después, en un edificio de callejones, un Camaleón afligido se encuentra con la esposa de Kraven el Cazador, Sasha Kravinoff, y su hija llamada Ana Kravinoff, que desean su ayuda para vengar la muerte de su marido. Varios problemas de seguimiento durante la historia de The Gauntlet muestran que Camaleón ayudó a la familia Kravinoff a crear una alianza de enemigos de Spider-Man y Diablo. Primero, él y Sasha lograron sacar a Electro de la prisión. Luego Cameleón se acercó a Mysterio y le dijo que tenía amigos que estaban "muriendo" para encontrarse con él. Cuando se trataba de la parte de Grim Hunt, se hizo pasar por Ezekiel para acercarse a Spider-Man, derrotarlo y llevarlo a los Kravinoffs para sacrificarlo como parte de un ritual que revivirá a Sergei Kravinoff. Después de que Sergei resucita, el Camaleón declara que el problema podría provenir de la ira interna de ser resucitado. Él y los Kravinoff descubren el cadáver de Spider-Man, que en cambio es Kaine en el traje de Spider-Man. El verdadero Spider-Man va a vengarse de la familia Kravinoff. Spider-Man llega pronto y atrae a Cameleón y Alyosha al enorme nido de arañas. Sasha se da cuenta de que la familia Kravinoff no estaba cazando arañas, pero fueron las arañas las que los persiguieron.

### Origen de las especies
Durante la historia de "El origen de las especies", El Cameleón fue invitado por el Doctor Octopus para unirse a su equipo de supervillanos, donde se involucra en la obtención de algunos artículos específicos para él. Se hace pasar por Harry Osborn para engañar a Spider-Man diciéndole que el bebé de Amenaza ha muerto. Cuando Spider-Man estuvo fuera, Cameleón consiguió al bebé. El Doctor Octopus luego habla con el Camaleón diciendo que el bebé es el primero de una especie nueva. Usando una ventaja ganada cuando derrotó a Shocker, Spider-Man llega a la Mansión Kravinoff donde captura a Camaleón quien revela que el bebé todavía está vivo y está en las garras del Lagarto.

### Seis Siniestros
Más tarde, Camaleón se convierte en miembro de la última encarnación del Doctor Octopus de los Seis Siniestros. Se hace pasar por el Capitán Steve Rogers para infiltrarse en una base de la Fuerza Aérea. Camaleón se disfraza de jefe tribal cuando él y Mysterio realizan un ataque de piratas zombis contra algunos nativos. Utilizando robots de los otros miembros de Seis Siniestros, Cameleón y Mysterio llevaron a cabo este plan como una distracción para que el Doctor Octopus y los otros miembros de Seis Siniestros puedan infiltrarse en el Edificio Baxter para buscar planes de tecnología específicos mientras la Future Foundation estaba investigando la amenaza más obvia.
Más tarde, Camaleón se hace pasar por Klaw para infiltrarse en Inteligencia y así poder ayudar a los Seis Siniestros a robar su Cañón Zero.
Durante la historia de Hasta el fin del mundo, Cameleón estuvo presente con Seis Siniestros cuando el Doctor Octopus les cuenta su plan maestro. Camaleón estuvo presente en el Palazzo Senatorio en una cumbre en la que se llevan a cabo las mentes más brillantes del mundo y los líderes mundiales para hablar sobre la supuesta oferta del Doctor Octopus de salvar el mundo con Camaleón disfrazado de Al Gore. Como Al Gore, Chameleon afirma que el Doctor Octopus los salvaría. Sin un contraargumento, Spider-Man golpea a Al Gore y revela a todos los presentes que Al Gore es en realidad un Camaleón disfrazado. Spider-Man declaró que su nuevo disfraz podría detectar qué persona es realmente Camaleón en función de los latidos de su corazón. Una transmisión del Doctor Octopus indica que ha activado la lente Octavian, que bloquea los dañinos rayos UV del sol para reforzar su oferta. Después de dejar ir a Cameleón, Spider-Man secretamente coloca un Spider-Tracer en el Camaleón para que él y los Vengadores puedan seguirlo. Siguen a Camaleón a las costas mediterráneas donde el resto de los Seis Siniestros está esperando a Camaleón. Utilizando muchos de los objetos robados, los Seis Siniestros con éxito someten a los Vengadores dejando solo a Spider-Man de pie.
Después de que Spider-Man y Viuda Negra escapen con la ayuda de Silver Sable, Cameleón sugiere que, dado que los miembros restantes de los Seis Siniestros habían recibido sus $ 2 mil millones y sus antecedentes penales fueron eliminados, deberían abandonar el Doctor Octopus y su plan. Sin embargo, permanecen a bordo ya que eso convertiría a un enemigo en Doctor Octopus. El Cameleón más tarde se involucra con Mysterio en engañar a Spider-Man y sus aliados para que crean que estaban destruyendo Symkaria, para darle más tiempo al Doctor Octopus para completar sus 200 satélites. Sin embargo, el Camaleón es capturado y la Viuda Negra amenaza revelar el secreto detrás de su cara real.
Siguiendo la historia de Dying Wish, Cameleón lucha más tarde con Superior Spider-Man (la mente de Otto Octavius en el cuerpo de Spider-Man) y los Vengadores Secretos en el Helitransporte de S.H.I.E.L.D. Camaleón termina inconsciente y Superior Spider-Man lo transporta a su laboratorio submarino oculto donde termina aprisionado. Camaleón, Electro, Sandman, Mysterio, y el Buitre más tarde se ve como parte de un equipo dirigido por el Superior Spider-Man llamado "Seis Superiores". Superior Spider-Man ha estado controlando temporalmente sus mentes para redimirlos por sus crímenes. Lo hace obligándolos a realizar actos heroicos en contra de su voluntad que casi matan a algunos de ellos. Cada vez que él termina de controlarlos, los regresa a sus celdas de contención. Finalmente se liberan del control del Superior Spider-Man e intentan vengarse de los ladrones de pared, mientras casi destruyen Nueva York para poder hacerlo. Con la ayuda de Sun Girl, Superior Spider-Man apenas puede detener al Seis Superiores.

### Deadpool Annual
Tras el regreso del verdadero Spider-Man, Camaleón intenta volver loco a Spider-Man como venganza por el trato que le dio el Superior Spider-Man durante los eventos de los "Seis Superiores". Sin embargo, el aliado de Spider-Man, Deadpool, cambia de vestuario con Spider-Man, con Cameleón inconsciente de esto. No puede volver loco a "Spider-Man" (ya que Deadpool ya está loco), y termina siendo asesinado en la pierna por él. Ambos héroes (disfrazados) golpean al Camaleón al mismo tiempo, lo noquean y luego lo entregan a las autoridades.

## Poderes y habilidades
Originalmente, Aunque Dmitri no tenía poderes, y simplemente utilizaba maquillaje y elaboraba disfraces para personificar a sus víctimas. Para hacer esto, él implementó un dispositivo en una hebilla de cinturón que emitía un gas le que le ayudaba a moldear sus características. Más tarde, el Camaleón obtuvo un micro-ordenador de Spencer Smythe para su hebilla de cinturón que podía ser programada con los rasgos faciales de cientos de personas. La hebilla de cinturón también contiene un receptor de vídeo que permite que el ordenador analice la apariencia de cualquier persona que enfrente al Camaleón para duplicar sus características utilizando pulsos eléctricos. El ordenador utiliza tecnología holográfica que le permite cambiar su apariencia con sólo un botón. Sus dispositivos electrónicos le permiten aparecer como dos personas diferentes para dos observadores independientes al mismo tiempo. El traje del Camaleón se compone de "material de memoria" que puede ser alterado por los impulsos eléctricos de su cinturón con el fin de asemejar la ropa de la persona a la que está suplantando.
Más tarde, los poderes del Camaleón son hechos innatos: su epidermis y pigmentación de la piel han sido quirúrgicamente y mutagénicamente alteradas por un suero para poder tomar la apariencia de cualquier persona a voluntad. Él también lleva una tela hecha de material de memoria que responde a los impulsos nerviosos y que puede asemejarse a cualquier vestuario que él desee.
Cuando se reveló su amistad pasada con Kraven el Cazador, también se reveló que el Camaleón había tomado los mismos sueros que Kraven había tomado en los últimos años. Esto sugeriría que los dos personajes tenían una edad similar (más de 70 años). También sugeriría que la fuerza física y la resistencia del Camaleón podrían aumentar un poco, pero como la fuerza del Camaleón es mucho más baja que la de Kraven, sus aumentos pueden no alcanzar un nivel sobrehumano.
Aparte de sus ventajas físicas, el Cameleón es un maestro del disfraz, y un brillante actor de método e impresionista. También es un maestro en la creación de máscaras y maquillaje realistas. Es un artista de cambio rápido que puede asumir un nuevo disfraz en menos de un minuto, aunque ya no necesita usar tales habilidades. Él también habla varios idiomas con fluidez. Aunque el Camaleón no es un genio científico, durante su vida aumentada ha estado expuesto a una amplia gama de sofisticadas tecnologías experimentales, muchas de las cuales puede aplicar de manera efectiva en sus esquemas nefastos.
En sus apariciones de 2010 en The Amazing Spider-Man, el escritor Fred Van Lente puso más énfasis en sus habilidades de disfraz que en sus poderes sobrehumanos. En este retrato, Cameleón secuestra a la gente y brutalmente los mata arrojándolos en un baño de ácido. Al escucharlos suplicar por sus vidas, él altera su tono para que suene exactamente igual y toma una impresión facial para convertirlo en una máscara. Este Camaleón más escalofriante también busca reparar la vida de sus "rostros", tratando de rectificar los problemas de sus vidas, mientras se presenta como parte de una visión heroica distorsionada de sí mismo.

## Otras versiones

### Camaleón 2099
En Marvel 2099, una droga de diseño que hace que sus usuarios involuntariamente cambien de forma en respuesta a cualquier emoción que estén sintiendo en ese momento es apodada "Camaleón". Después de luchar contra un adicto (que se convirtió en un monstruo como toro cuando se enojó y una criatura parecida a un ratón cuando se asustó) en Woodstock 2099, Spider-Man de la era rastrea al distribuidor de Cameleón, un hippy conocido como Major Jones. Mientras luchaba contra Jones y sus secuaces, Spider-Man accidentalmente golpea al distribuidor en su suministro de la droga, causando que mute en una mancha amorfa, el nuevo Camaleón.

### Ultimate Marvel
Una versión definitiva de Cameleón aparece en Ultimate Comics: Spider-Man como hermanos gemelos con la capacidad de cambiar de forma. Uno se presenta primero como J. Jonah Jameson, y más tarde Spider-Man, mientras que el otro mantiene al verdadero Jameson y Peter Parker restringido. Son derrotados por Johnny Storm y Bobby Drake, y encarcelados en el Triskelion.

### Marvel Action Hour: Iron Man
En Iron Man durante The Marvel Action Hour, El Cameleón apareció en el número 4 del cómic basado en dibujos animados al servicio de Justin Hammer. Usó sus habilidades de transformación para obtener el arma de Segador de Stark Enterprises.

### Marvel Noir
En Spider-Man Noir, Dmitri Smerdyakov (alias El Cameleón) es descrito como un ex fanático de Coney Island que trabaja para el jefe de la mafia Norman Osborn (también conocido como "El Duende"). Al igual que su contraparte principal, tiene la capacidad de alterar sus características para imitar a cualquier individuo, aunque esta habilidad se deriva de sus características maleables similares a las de la arcilla en lugar de cualquier ventaja tecnológica. Osborn lo hace hacerse pasar por J. Jonah Jameson para eliminar a Ben Urich y tender una trampa para Spider-Man. Fue asesinado por Felicia Hardy cuando ella lo ve como Jameson matando a Ben.

## En otros medios

### Televisión
- La primera aparición animada de Camaleón fue en The Marvel Super Heroes (1966), con la voz de Tom Harvey.[54][55] Tiene apariciones en el segmento de Iron Man «Cliffs of Doom» y en el episodio de Hulk «Enter the Chameleon».
- Camaleón apareció en Las nuevas aventuras de Spider-Man (1981), con la voz de John H. Mayer,[56][57] en el episodio «Arsénico y tía May».[58]
- Camaleón fue un villano destacado en Spider-Man and His Amazing Friends (1981), con la voz de Hans Conried.[59] En el episodio «Siete pequeños superhéroes» sobre el que MTV News declaró: «Para muchos, este es el episodio por excelencia de la serie, mejorado por el intenso cacareo de Hans Conried como el Camaleón. (Conried se hizo famoso por su papel de Capitán Garfio en Peter Pan)».[60]
- Camaleón apareció como un villano recurrente en Spider-Man (1994), con múltiples actores de voz. Esta versión es un sicario y espía internacional que lleva un dispositivo de cámara montado en su cinturón, capaz de capturar una imagen de una persona  para disfrazarse de ella. Tiene apariciones en los episodios «Día del camaleón», «Inculpado», «El hombre sin miedo» y «Seis Guerreros Olvidados».
- Camaleón aparece en la serie animada The Spectacular Spider-Man con la voz de Steve Blum.[61] Esta versión usa máscaras realistas muy parecidas a su iteración original y tiene apariciones en los episodios «El Principio de Incertidumbre», «Persona» y «Final Curtain».
- Camaleón aparece en Spider-Man (2017) con la voz de Patton Oswalt.[62] Esta versión usa un dispositivo implantado en su máscara para cambiar de forma a otra persona. Tiene una aparición en el episodio «Bring on the Bad Guys» (parte 4).
- Camaleón aparece en la serie animada de Disney+ Tu amigo y vecino Spider-Man (2025), con la voz de Roger Craig Smith.[63]

### Cine
- Dmitri Smerdyakov, acreditado como «Dimitri» pero identificado en pantalla con su nombre completo, aparece en la película de acción real Spider-Man: lejos de casa (2019), interpretado por Numan Acar.[64] Esta versión es un asociado de Talos (Nick Fury) que se hace pasar por el conductor del autobús de la clase de Peter Parker durante su viaje escolar por Europa.
- Dmitri Smerdyakov / Camaleón apareció en la película del Universo Spider-Man de Sony Kraven the Hunter (2024), interpretado por Fred Hechinger como adulto.[65][66] y Billy Barratt como adolescente. Esta versión es el hijastro de Nikolai Kravinoff y medio hermano de Kraven el Cazador y tiene la capacidad de imitar las voces de otras personas y más tarde, con la ayuda de un médico desconocido, obtiene la habilidad para cambiar de apariencia.

### Videojuegos
- Camaleón aparece en la versión de Super Nintendo de Spider-Man: The Animated Series (1995), un videojuego basado en la serie animada de Spider-Man de 1994. Ataca al jugador imitando las apariencias de Rhino y el Búho.
- Cameleón aparece en The Amazing Spider-Man 2 (2014), interpretado por Glenn Steinbaum. Se ha hecho pasar por Donald Menken para poder supervisar los experimentos de Kingpin.
- Camaleón es el principal antagonista en The Amazing Spider-Man: Web of Fire (1996) para Sega 32X. Es el jefe final y puede imitar las apariencias de los jefes anteriores.